# Stadtbrand von Usingen 1692
Der Stadtbrand von Usingen 1692 war ein Stadtbrand, dem zwei Drittel des Stadtgebietes von Usingen in Südhessen zerstört wurden. In der Folge entstand die barocke Neustadt, die bis heute ein Kern der Innenstadt ist. Der Prozess um die Schuld am Feuer beschäftigte das Reichskammergericht.

## Das Feuer
Am Abend des 23. April 1692 begann das Feuer in einer Scheune des Junkernhofes (heute: Wilhelmjstraße 15). Gemäß dem Bericht, den Fürst Walrad (er war zum Zeitpunkt des Brandes in den Niederlanden) von Amtmann Schmidborn anforderte und erhielt, brannten die heutige Obergasse, der Markt, die Nordseite der Rathausgasse, die Scheuergasse, die Sonnengasse, die „Porbach“ und die Zitzergasse ab. Weiterhin wurden das Obertor und das herrschaftliche Haus am Obertor sowie die Gemeindeschulscheuer zerstört. Verschont blieben Schloss, Kirche, Schulhaus, Apotheke, Pfarrhaus und Rathaus. Insgesamt wurden 65 Hofreiten, 12 Wohnhäuser, 7 Scheunen und 5 Ställe vernichtet. 2 Pferde, 4 Ochsen, 29 Kühe, 46 Rinder, 194 Schafe und 141 Schweine verbrannten, 495 Personen waren geschädigt.
Es waren auch Todesopfer zu beklagen: Der Jude Sabell und seine vier Kinder, zwei Kinder des Hans Adam Sieber, ein Sohn des Johann Vinzenz und ein Bürger aus Hausen kamen in dem Brand um.
Der Nassauisch-Usinger Kanzler Johann Melchior Vigelius, der sich zum Zeitpunkt des Brandes auf einer Dienstreise am kurtrierischen Hof in Thal-Ehrenbreitstein befand, verlor mit seinem Haus am Obertor den wertvollen Schmuck, Kleidung und Hausrat. Unersetzlich war der Verlust der archivierten Briefe und der Bibliothek des Kanzlers. Allein der Wert der Bibliothek wurde mit 10.000 Gulden angegeben.
Ein Hauptgrund für die schnelle Ausbreitung des Feuers lag in der Tatsache, dass die Häuser überwiegend mit Stroh gedeckt waren und eng beieinander standen.

## Die Schuldfrage
Nach dem Brand verbreitete sich rasch das Gerücht, der Pferdeknecht der Burggräfin Catharina Eleonora von Diede zum Fürstenstein, Peter, hätte den Brand gelegt. Er wurde aus den Diensten entlassen, aber in der folgenden gerichtlichen Untersuchung rehabilitiert. In den folgenden Untersuchungen konkretisierte sich der Verdacht, dass einer der drei Knechte der Gräfin in der Scheune geraucht hatte und damit das Feuer entzündete.
Der Zorn der Bevölkerung richtete sich nun gegen die betagte Burggräfin. In Sorge um die Sicherheit der Burggräfin forderte Amtmann Schmidborn diese auf, Usingen zu verlassen (sie besaß noch einen Altersruhesitz in Friedberg), da er sie nicht würde schützen können. Sie blieb jedoch in Usingen und fand vorübergehend Zuflucht im Pfarrhaus von Usingen, wo sie bis Sommer 1692 blieb.

## Nothilfe und Wiederaufbau

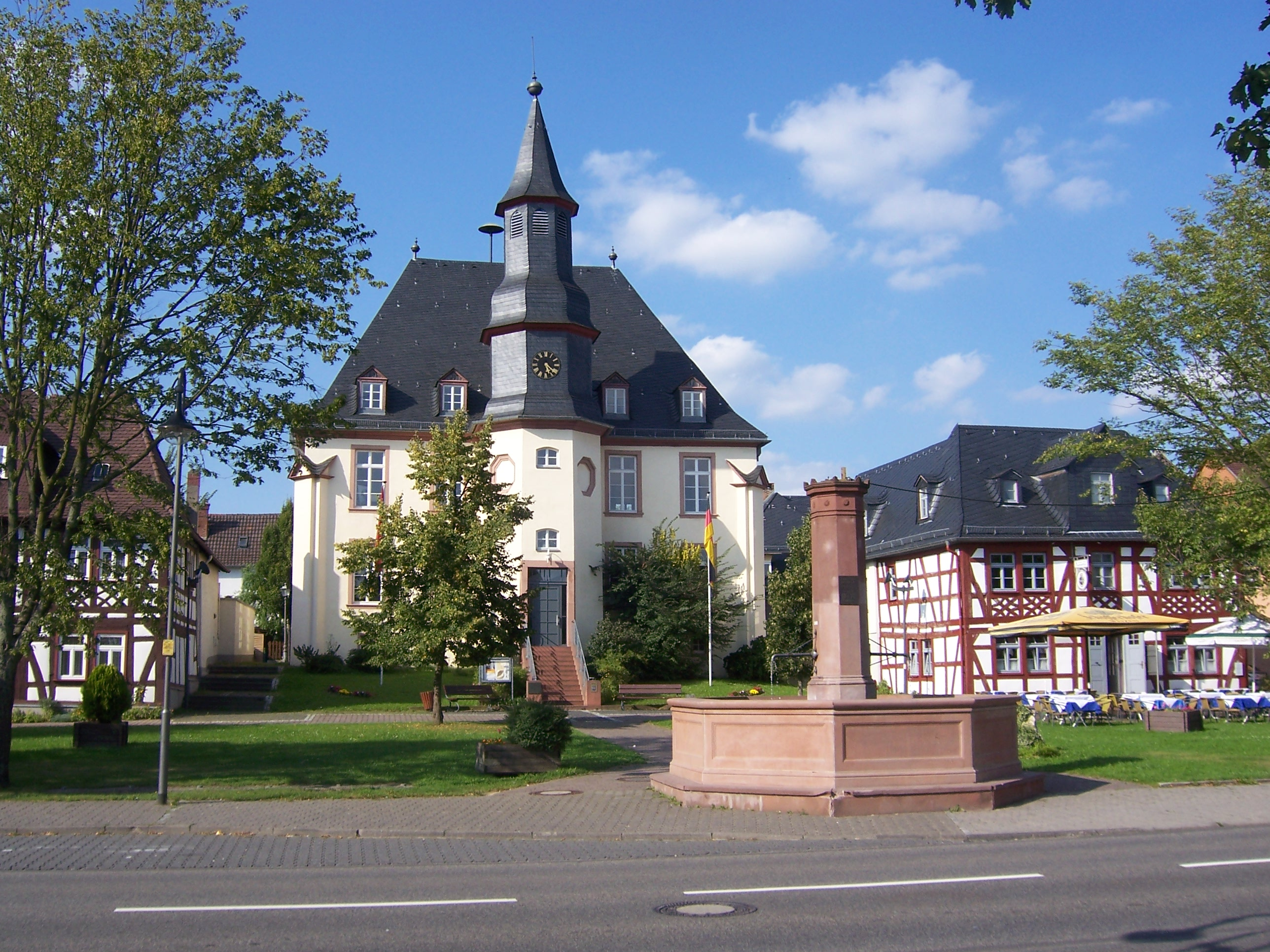
Hugenottenkirche in Usingen, Kern der barocken Neustadt

Noch vier Tage nach dem Brand bestanden Brandnester. 100 Einwohner der Nachbarorte waren verpflichtet worden, Löschwasser von der Usa in die Stadt zu tragen, um die Löscharbeiten zu unterstützen. Als erste Notmaßnahme war die Beseitigung der Tierkadaver angeordnet worden.
Die Obdachlosen wurden in den verbleibenden Häusern und den Nachbarorten einquartiert. Der Wiederaufbau drängte: Die Erntezeit stand bevor und die Ernte musste irgendwo gelagert werden. Um ein wildes Bauen zu vermeiden, ernannte Fürst Walrad den Kunstmaler am Usinger Hof, Johann Emrich Küntzel (* 7. August 1664 in Usingen), zum „Baumeister über das hiesige Stadtbauwesen“. Künzel legte einen Plan mit gradlinigen Straßen in rechtwinkliger Anordnung vor, der die Neustadt bis heute prägt.
Einige wohlhabende Usinger konnten ihre Neubauten bereits im gleichen Jahr errichten. Hierzu zählten der Stadtschultheiß Vinzenz Clamm, der Präzeptor Johann Philipp Russ und der Arzt Flick. Die meisten anderen Häuser konnten erst in den Folgejahren erbaut werden. Hauptproblem war der Bauholzmangel. Mit Zustimmung der Regierung durften die Einwohner in den Nachbarorten Häuser auf Abriss erwerben und in Usingen neu aufbauen.

## Geldsammlungen
Der Wiederaufbau und die Nothilfe kostete erhebliche Summen (eine Brandversicherung gab es damals noch nicht). Fürst Walrad trug wesentlich dazu bei, indem er die Geschädigten für 10 Jahre von Steuern befreite.  Auch leistete er eine Soforthilfe von 50 Reichstalern zur Linderung der Not der Ärmsten. Um weitere Spenden einzuwerben, reisten eine Reihe von Usinger Bürger durch ganz Deutschland. Sammlungen fanden in den Niederlanden, Sachsen, Schwaben und Franken und natürlich in Nassau und Hessen statt. Die Usinger Gesandten waren mit Erlaubnispatenten zur Sammlung („Brandbriefe“) ausgestattet.  Die sechs Sammler konnten 1880 Gulden und 14 Albus für die Brandkollektenkasse einwerben (und gaben auf der Reise 428 Gulden, 5 Albus und 2 Pfennige aus).

## Vor dem Reichskammergericht
Catharina Eleonora von Diede zum Fürstenstein, die Witwe des Friedberger Burggrafen Hans Eitel Diede zum Fürstenstein, stand als Angehörige der mittelrheinischen Reichsritterschaft außerhalb der Jurisdiktion von Nassau-Usingen. Dies wurde von der Regierung aber ignoriert. Sie hatte das Getreide und alle Feldfrüchte des Junkernhofes beschlagnahmen lassen. Mit Datum vom 10. November 1693 erklärte das Reichskammergericht auf Antrag der Burggräfin die Unzulässigkeit dieser Maßnahme. Zuständig sei das Ritter-Directorium der mittelrheinischen Reichsritterschaft. Gegen dieses Urteil legte die fürstliche Regierung Berufung ein. Ein Urteil wurde nicht bekannt.